# 남북취권
남북취권(南北醉拳, Dance Of The Drunk Mantis)은 홍콩에서 제작된 원화평 감독의 1979년 액션 영화이다. 원소전 등이 주연으로 출연하였고 오사원 등이 제작에 참여하였다.

## 출연

### 주연
- 원소전
- 황정리

### 조연
- 원신의
- 원규
- 석천
- 임세관
- 위안더